# Allen Collins
Larkin Allen Collins Jr., né à Jacksonville en Floride (États-Unis) le 19 juillet 1952 et mort le 23 janvier 1990, est un musicien américain.

## Biographie
Allen Collins est un des membres fondateurs du groupe de rock Lynyrd Skynyrd. Son talent unique pour jouer de la guitare et écrire des chansons a été un des facteurs de succès du groupe. Ses amis d'enfance, Ronnie Van Zant et Gary Rossington, et lui-même formèrent le groupe qui deviendra plus tard Lynyrd Skynyrd à l'été 1964. Leur premier succès national se fit en 1973, pour finir tragiquement en 1977, dans un accident d'avion qui emporta trois des membres du groupe, laissant Collins lui-même sérieusement blessé: son bras droit était si gravement touché que les docteurs recommandaient une amputation. Toutefois le père d'Allen réussit à stopper le processus d'amputation et Collins fut à nouveau capable de jouer de la guitare. 
Parmi les nombreuses chansons composées par Collins, figurent les célèbres opus du rock Free Bird, et That Smell (les deux avec Van Zant).
Au début des années 1980, Collins s'illustra dans les groupes Rossington Collins Band et Allen Collins Band, mais la tragédie frappa à nouveau: en 1980, la femme de Collins, Kathy décéda soudainement d'une hémorragie à la suite d'une fausse-couche. Les répercussions de ce décès provoquèrent l'éclatement du Rossington Collins Band. En 1986, un accident de voiture, dont on pense qu'il est dû à la conduite sous l'effet de l'alcool, tua sa petite amie et le laissa paralysé à partir de la taille, avec un usage limité de ses bras et mains. Il ne rejouera jamais plus de guitare sur scène.
Les membres restants de Lynyrd Skynyrd se réunirent en 1987 pour reprendre la musique, mais Collins put seulement y participer en tant que directeur musical, à cause de son handicap.
Allen Collins est décédé en 1990 d'une pneumonie, conséquence de son accident. Il est enterré à Jacksonville en Floride.
La plupart du temps, Collins joua sur une Gibson Firebird I modifiée par l'adjonction d'un P-90 à capot chromé dans les graves. En 1976, il changea pour une rare Gibson Explorer en korina, finition naturelle. On considère qu'il fait partie des musiciens renommés, avec James Hetfield de Metallica, ayant contribué à rendre ce modèle populaire.
Alternativement à sa Gibson, il utilisait de temps en temps une Fender Stratocaster sunburst, en particulier après le départ d'Ed King, et ce jusqu'à l'Allen Collins Band. 
À partir de la fin 1977, il utilisa aussi de temps à autre une Gibson Les Paul Jr., avec laquelle il est souvent pris en photo lors de la période du "Rossington Collins Band". 
Enfin, il fut quelquefois filmé avec une Stratocaster toute noire, avec un manche en palissandre, des micros simple bobinage blancs et des boutons de contrôle blancs, mais aussi avec une Gibson Flying V.